# Poezja prowansalska
Poezja prowansalska – dworska poezja, która narodziła się w średniowiecznej Prowansji i związana była z działalnością trubadurów. Okres największego rozwoju przeżywała właśnie w Prowansji w latach 1090-1290. Były to przede wszystkim poezja miłosna.

## Charakterystyka
Były to przede wszystkim poezja miłosna (canson), w której podmiot liryczny opiewał miłość do swojej wybranki. Kobieta w poezji prowansalskiej była idealizowana i stała się niemalże przedmiotem czci. Ponieważ poetami byli przede wszystkim ludzie z najwyższych sfer, przedmiotem ich westchnień były zazwyczaj damy dworu, a sama poezja miała charakter elitarny, w przeciwieństwie do uprawianego równocześnie egalitarnego eposu. Utwory te były najczęściej śpiewane, dlatego charakteryzowały się dobrze określonym rytmem i były rymowane. Najczęściej poeci prowansalscy byli równocześnie trubadurami, którzy sami śpiewali swoje utwory. Niektóre z ich utworów nosiły również inny charakter – czasem były to satyry personalne lub nawet polityczne, ta zwane serventes. Poezja trubadurów była wyrafinowana formalnie.

## Wpływ poezji prowansalskiej na kulturę europejską
Nowe odmiany liryczne, układy stroficzne i formy, które pojawiły się w literaturze za sprawą literatury prowansalskiej rozprzestrzeniły się początkowo w kręgu kultury romańskiej (francuskiej, włoskiej), by za ich pośrednictwem przeniknąć następnie do innych literatur narodowych. Do rozprzestrzenienia się poezji prowansalskiej przyczyniły się krucjaty, na których spotykali się rycerze różnych nacji. W ten sposób poezja ta trafiła m.in. na dwory hiszpańskie, angielskie i niemieckie. W Niemczech pojawiła się w XII wieku pod nazwą Minnesang (od Minne – miłość). Od tego czasu tematyka, styl i forma poezji prowansalskiej znalazła trwałe miejsce w kulturze Europy. Można ją odnaleźć również w lirykach polskich poetów, choćby wierszach Mickiewicza do Maryli Wereszczakówny.

## Przykład
Fragment cansony Bernarda z Ventadour z XII wieku w tłumaczeniu Edwarda Porębowicza:
I moc wszelką skwapliwie jej zdam,
Nie dziwcie się, że śpiewam słodziej,
Niż najuczeńsi w krąg pieśniarze:
Mnie sama miłość śpiewać każe,
Chętnego po swej woli wodzi.
Ciało, serce i zmysły i duch
Na nią jedną wzrok zwrócony mam,
W nią jedną zasłuchany słuch.
i w oryginale
Non es meravelha s'ieu chan
Miels de nulh autre chantador;
Quar plus trai mos cors ves amor,
E mielhs sui faitz a son coman;
Cors e cr e saber e sen
E fors' e poder hi ai mes;
Si m tira vas amor lo fres
Qu'a nulh'autra part no m'aten.

## Twórcy poezji prowansalskiej
- Bernard z Ventadour
- Bertran de Born
- Peire d’Alvernhe
- Arnaut de Mareuil
- Raimbaut de Vaqueiras
- Arnaut Daniel
- Wilhelm IX Trubadur

## Gatunki literatury prowansalskiej
- alba – poranna pieśń rozstania[6]
- balada – odmiana pieśni tanecznej[7]
- ensenhamen –  poemat moralizatorsko-pouczający[8]
- canso – utwór opowiadający o dworskiej miłości
- novas rimadas – nowele pisanie wierszem[9]
- pastorela – odmiana sielanki[10]
- planh – utwór zawierający skargę i żal, najczęściej po zmarłej osobie[11]
- serena – pieśń wieczorna mówiąca o oczekiwaniu nocy z kochanką[12]
- sirventes – pieśń okolicznościowa i satyryczna[13]
- tenso – poetycka dyskusja lub spór między 2–4 osobami[14]
- vida – krótka biografia trubadura